# Deus Scientiarum Dominus
La Constitució apostòlica Deus Scientiarium Dominus és una obra del Papa Pius XI, signada el 24 de maig de 1931, i promoguda per la Congregació de Seminaris i Universitats.
Aquesta constitució tenia els propòsits de fomentar la perfecció en els estudis eclesiàstics mitjançant l'establiment d'una uniformitat de finalitats, mètodes i formes d'instrucció a totes les facultats i universitats; tot proporcionant una base àmplia i sòlida per a la formació teològica primària; i assegurant un valor constant al doctorat.
Per a aconseguir aquests propòsits, es fixaven quatre objectius principals: precisar més clarament quina és la finalitat dels centres superiors d'ensenyament de l'Església; fixar un mètode que es percebi com a substancialment idèntic en tots els centres, malgrat respectar els usos particulars de cada regió; exigir la unitat a la qual la Constitució dedica una gran part de la seva normativa; i finalment, una preocupació per respondre a les necessitats del moment en què es va publicar, i que responen a un moment de desafiament per l'evolució del pensament tant a fora com a l'interior de l'Església.
La Constitució posava especial atenció en la necessitat que cada facultat disposés de la seva pròpia biblioteca, i exigia disposar d'una biblioteca «adaptada a l'ús dels mestres i estudiants, que estigui disposada amb ordre, proveïda dels pertinents catàlegs, que pugui servir per a l'ensenyament i per a l'aprenentatge de diverses disciplines de la Facultat, i també per als exercicis dels estudiants». També es tracten qüestions com la composició, les adquisicions constants de nous fons i la necessitat de disposar d'un capital econòmic, el reglament o les diferents modalitats d'ús de la biblioteca.